# Библия Мациевского
Библия Мацие́вского — уникальная рукописная Библия, созданная по заказу короля Франции Людовика IX Святого, вошедшего в историю как вдохновитель и руководитель двух крестовых походов — Седьмого и Восьмого.

## Название
До 1608 года книга хранилась в собрании архиепископа гнезненского и примаса Речи Посполитой кардинала Бернарда Мациевского, вследствие чего и получила название «Библия Мациевского». Её также называют Библией Людовика IX или Библией Крестоносца. В англоязычной традиции книгу часто именуют Библией Моргана.

## Содержание
Рукопись содержит 283 иллюстрации к первым книгам Библии от Творения до царствования Давида (Первая Книга Царств). В циклах миниатюр особо выделена жизнь царей Саула и Давида. Уникальностью для рукописи является то, что в ней содержится 21 большая иллюстрация батальных сцен, выписанных во всех деталях, отражающих реалии не библейских времён, а войн Средневековья.

## История книги
Создание рукописи относят к 1240—1250 годам. Судьба книги в XV—XVI веках неизвестна, известно лишь, что в начале XVII века она принадлежала кардиналу Мациевскому, который в 1604 году передал рукопись папской делегации, направлявшейся с визитом к персидскому шаху Аббасу I Великому, который и получил драгоценную книгу в подарок.
Шах заказал персидский перевод большинства латинских пояснительных надписей. Так в Библии появился персидский текст. Позднее добавились ещё иудео-персидские (выполненные на персидском языке еврейским алфавитом) надписи.
Несколько других деталей о владельцах книги появляются в XIX веке. Сэр Томас Филипс (Sir Thomas Philipps) купил её у грека по имени Ионас Атанасий (Jonas Athanasiou), а потомки Филипса продали её в конце концов Джону Пирпонту Моргану, американскому миллиардеру. Сейчас Библия Мациевского хранится в Нью-Йоркской Библиотеке Пирпонта Моргана (The Pierpont Morgan Library).